# 阿斯托尔福

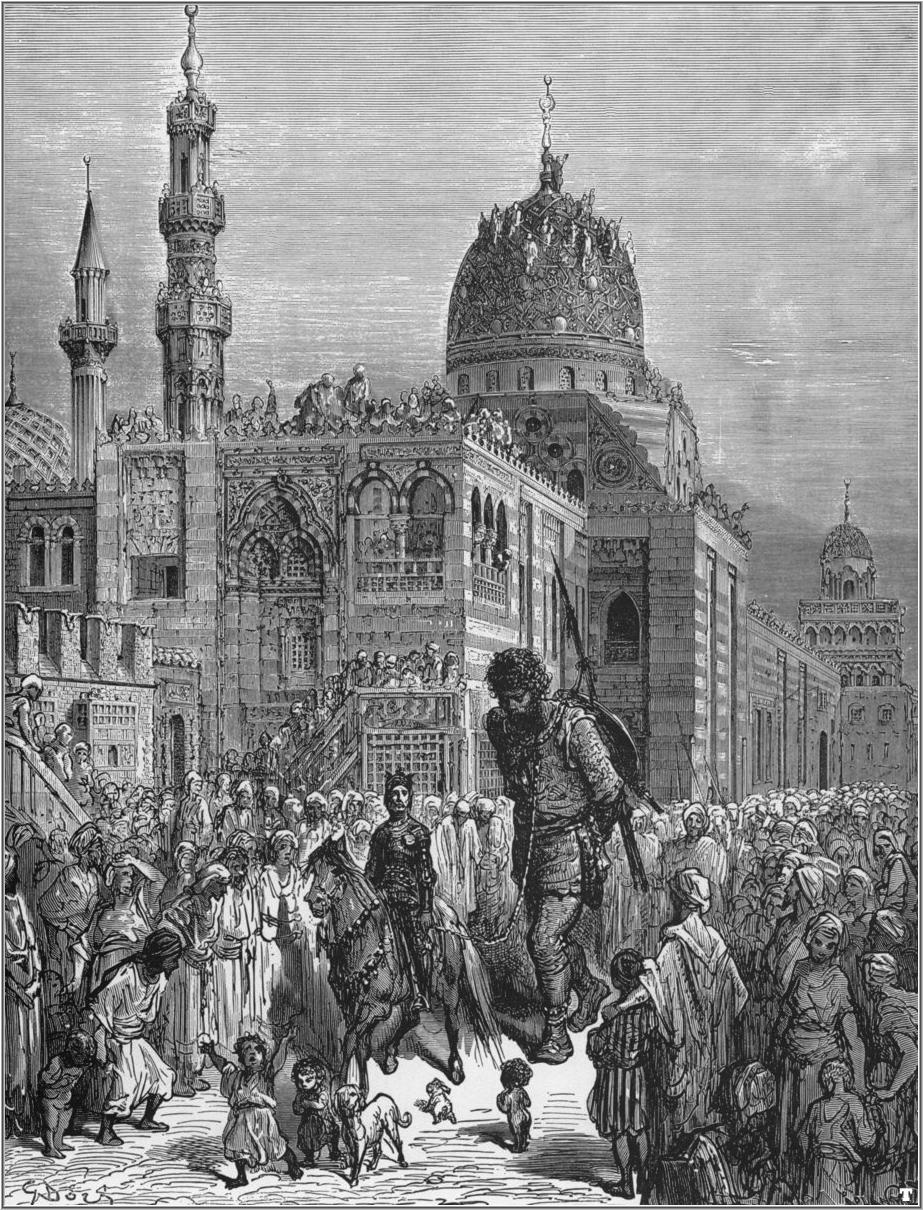
阿斯托爾福與卡利戈蘭特

阿斯托爾福（英語：Astolfo，亦作），查理曼手下的聖騎士之一，于加洛林故事集中出场。他是英格蘭國王奥托（或指奥法）之子，亦為羅蘭和雷诺·德·蒙托邦之表親。其名于法蘭克史诗《武功歌》中首次出現，而其外貌相關描寫最早現於14世纪早期的史詩La Prise de Pampelune中。而後，不少意大利文藝復興時期中的浪漫史詩將其作為主角，如卢伊吉·普爾奇的《莫爾甘特》、马泰奥·马里亚·博亚尔多的《热恋的罗兰》以及阿里奥斯托的《疯狂奥兰多》（Orlando Furioso）。

## 《疯狂奥兰多》中的阿斯托尔福
一次，阿斯托尔福公爵为魔女阿尔奇娜（Alcina）的桃金娘魔法陷阱所困，鲁杰罗（Ruggiero）试图施以援助，但阿斯托尔福欲劝阻之。两人商讨许久后，鲁杰罗仍拒绝了公爵的劝阻，导致其亦被困于陷阱中。两人最终都被巫女梅莉莎救出。
冒险途中，阿斯托尔福施展了种类繁多的魔法器具：其魔法长枪可轻易刺到敌方坐骑，其魔法书中记载了可使所有法术无效化的秘诀，其号角可凭借巨大的爆破音使敌人闻风丧胆；另外，其亦拥有一匹名为拉比卡诺（Rabicano）的马，这匹魔法之马以风为躯，御火而行，身轻如燕，踏雪无痕，若以全力奔跑，其速度甚至快过箭矢。
阿斯托尔福利用其号角擒住巨人卡利戈兰特（Caligorante），并同其游行于各城镇，甚至役使他驮负重物。另外，其亦将一非常擅于伤躯再生（甚至其四肢被切断也能重新愈合）而无法被杀死的强盗奥里洛（Orillo）击败。暂将其黄金长枪与马匹寄存于布拉達曼特（Bradamante）后，其跨上骏鹰，开始寻找奥兰多遗失的理智。
阿斯托尔福曾于埃塞俄比亚会见君主祭司王約翰。一次，约翰双目失明，为哈耳庇厄所困，这时阿斯托尔福吹响号角，将其尽数驱赶，并将其关于地狱。其驭骏鹰至伊甸園之山巅后，圣者约翰将寻找奥兰多理性的方法告知之。其后，阿斯托尔福骑着以利亞之战车飞至月球，将奥兰多遗失之物取回后装瓶。撒拉森人入侵巴黎时，阿斯托尔福得到祭司王约翰之援助，与其共同保卫之。

## 相关流行文化
阿斯托尔福在轻小说《Fate/Apocrypha》中以黑之陣營的Rider職階登場，在故事中被描述為外表及衣著宛如少女的美少年，擁有大量寶具，分別為「一觸即倒！」(Trap of Argalia)、「破卻宣言」（Casa Di Logistilla）、「寄居惶恐的魔笛」（La Black Luna）和「非存於此世之幻馬」（Hippogriff）；之後在手機遊戲《Fate/Grand Order》中沿用《Fate/Apocrypha》的資料登場，並以「非存於此世之幻馬」作為主要寶具。此外，2019年的圣诞活动中以Saber职介登场。阿斯托尔福作为《Fate》系列中的角色的受欢迎程度超过了现代的原作。

## 引注
1. ↑  Peter Brand and Lino Pertile. The Cambridge History of Italian Literature. Cambridge: Cambridge University Press, 1996, p.168.
2. ↑  Orlando Furioso VIII: 15–22
3. ↑  Orlando Furioso XV: 40–41
4. ↑  Orlando Furioso XV: 81–87
5. ↑  Orlando Furioso XXIII: 14–16
6. ↑  Orlando Furioso XXXIV: 87
7. ↑  . ファミ通.com.   [2023-05-06]. （原始内容存档于2023-05-08） （日语）.
8. ↑  . Journal of Geek Studies. 2021-12-28  [2023-11-13]. （原始内容存档于2024-03-14） （英语）.